# Erythrolamprus torrenicola
Espèce
Synonymes
- Liophis torrenicola Donnelly & Myers, 1991

Erythrolamprus torrenicola  est une espèce de serpents de la famille des Dipsadidae.

## Répartition
Cette espèce est endémique du Venezuela. Elle a été découverte à 1 030 m d'altitude sur le Cerro Guaiquinima. Elle se rencontre dans les États de Bolívar et d'Amazonas.

## Description
L'holotype de Erythrolamprus torrenicola, un mâle adulte, mesure 457 mm dont 79 mm pour la queue. Cette espèce a le dos et la tête brun foncé et une face ventrale présentant un motif en damier. Cette espèce est au moins en partie aquatique. L'holotype a été capturé avec un poisson (Piabucina uruyensis) dans sa gueule.

## Étymologie
Son nom d'espèce, du latin torrens, « courant rapide », et de cola, « habitant », lui a été donné en référence à son habitat.

## Publication originale
- Donnelly & Myers, 1991 : Herpetological results of the 1990 Venezuelan Expedition to the summit of Cerro Guaiquinima, with new tepui reptiles. American Museum Novitates, no 3017, p. 1-54 (texte intégral).